# Estadio Nuevo Laredo
El Estadio Nuevo Laredo es un estadio de béisbol localizado en la Ciudad Deportiva de Nuevo Laredo, Tamaulipas, México. Fue inaugurado el 20 de marzo de 2008. 
Fue la casa de los Tecolotes de los Dos Laredos de la Liga Mexicana de Béisbol durante la temporada 2018, marcando el regreso de la franquicia tras 8 años de ausencia.
El estadio cuenta con 7,000 lugares, todos con butacas, estacionamiento, y superficie sintética, convirtiéndose en el tercer estadio de este tipo en México junto al Foro Sol y el Eduardo Vasconcelos; por ser de construcción más reciente, la superficie del Estadio Nuevo Laredo es de una tecnología más sofisticada y de aspecto más parecido al pasto natural. Ha sido criticado debido a su lejanía con el centro de la ciudad, sin embargo, se ha dado el servicio de transporte desde puntos estratégicos que llevan a los aficionados antes del partido y los regresan al mismo lugar donde lo tomaron.

## Historia
Se empezó a construir en el 2007 como parte de un nuevo complejo deportivo que también alberga el Gimnasio Multidisciplinario de Nuevo Laredo de baloncesto. El Estadio se inauguró el 20 de marzo de 2008 en un juego en el que los Tecolotes derrotaron 5-0 a los Acereros de Monclova.
Al finalizar la temporada 2007 de la "LMB", se empezaron a realizar las gestiones para que Nuevo Laredo volviera a tener un equipo de béisbol profesional. Después de varias visitas de personal de la liga al nuevo estadio, fue aceptado como escenario para tener un equipo, y en noviembre de 2007 se anunció que los Rieleros de Aguascalientes se convertirían en los Tecolotes de Nuevo Laredo para la temporada 2008, teniendo como casa éste estadio. El equipo jugó del 2008 al 2010 cuando el equipo fue vendido y transferido a Ciudad del Carmen, Campeche y fueron renombrados Delfines del Carmen.

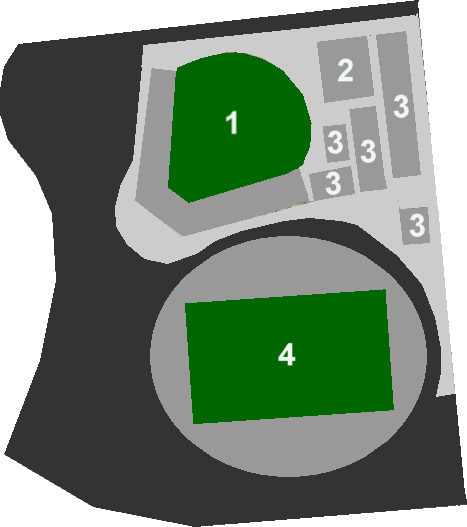
Mapa de la Ciudad Deportiva en Nuevo Laredo:
1.Estadio Nuevo Laredo.
2.Gimnasio Multidisciplinario de Nuevo Laredo.
3. Canchas de Tenis y Squash.
4. Futuro estadio de fútbol.